# Alberto Manca
Alberto Manca (Nuoro, 15 aprile 1983) è un politico italiano, deputato della XVIII legislatura.
Eletto nelle liste del Movimento 5 Stelle, il 21 giugno 2022 abbandona il Movimento per aderire a Insieme per il futuro, a seguito della scissione guidata dal ministro Luigi Di Maio.